# Suevenrijk

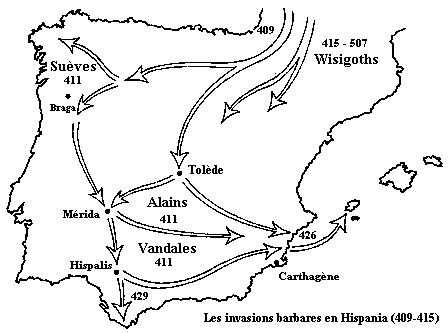
Germaanse invallen in Hispania; Sueven trokken naar het noordwesten.

Het Suevenrijk, ook wel Suevisch of Suebisch (konink)rijk (Gallaecia) of Koninkrijk Gallaecia (Latijn: Regnum Suevorum, ('Rijk der Sueven') of Regnum Gallaecia ('Koninkrijk Gallaecia')), was een koninkrijk van de Germaanse stam der Sueven (Latijn: Suevi of Suebi). Het rijk der Sueven bevond zich in het noordwesten van het Iberisch Schiereiland van 410 tot 585. Onder de koningen Hermeric, Rechila en Rechiar in de periode (411-456) beleefde het een kort bloeiperiode. Vóór de vestiging van de Sueven en de met hen verbonden Buren (Latijn: Buri) bestreek het gebied de volledige West-Romeinse provincie Gallaecia en ten dele de provincie Hispania Lusitania. De hoofdstad van het Suevenrijk was de versterkte stad Braga, toen genoemd Bracara Augusta, dat overigens ook de hoofdstad geweest was van de provincie Gallaecia.

## Geschiedenis

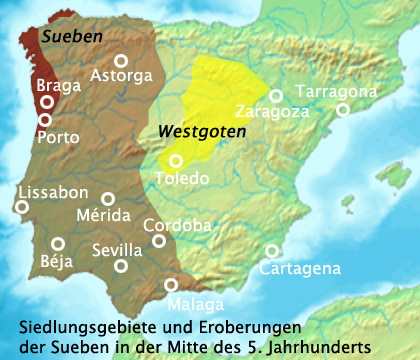
Koninkrijk onder Rechiar, in strijd met Visigotisch Spanje

In de 4e eeuw werden de Sueven uit Midden-Europa verdreven door de Hunnen en staken ze de Rijn over naar Gallia waarna ze al plunderend richting het zuiden gingen. Ze trokken de Pyreneeën over en belandden in het welvarende Romeinse gebied Hispania (het huidige Spanje en Portugal). Daar stichtten zij in 409 onder koning Hermeric († 441) hun eigen rijk in de Romeinse provincie Gallaecia (of Callaecia), ongeveer de huidige autonome regio Galicië in Spanje.
Het gehele bestaan van het rijk stond in het teken van strijd met zijn buren, eerst tegen de Romeinen en daarna tegen een andere nieuwkomer, het sterke Visigotische rijk. In 570 begonnen de Visigoten een nieuwe oorlog, die het Suevenrijk verwoestte. Na enkele opstanden ging het koninkrijk in 585 voorgoed ten onder.

## Bevolking
De bevolking van het Suevische Rijk bestond voor het grootste deel uit Romeinen, geromaniseerde Keltiberiërs, Kelten en diverse groepen Germanen, voornamelijk Sueven.

### Taal
De voertaal was Vulgair Latijn en Suevisch.

### Religie
De Romeinse bevolking was voornamelijk katholiek christelijk. De Germaanse onderdanen hingen voor het merendeel de ariaanse variant aan. De Sueven waren nog heidens toen zij het Romeinse Rijk binnen trokken. Na verloop van tijd gingen zij over tot het arianisme, waarschijnlijk onder Visigotische invloed.

## Lijst van koningen der Sueven
- Hermerik, rond 409-438
- Heremigarius, 427-429, leider in Lusitania
- Rechila, 438-448
- Rechiar, 448-456
- Aioulf, 456-457, vreemdeling, mogelijk benoemd door de Visigoten
- Maldras, 456-460, na 457 in stelling tegen Framta
- Framta, 457, in stelling tegen Maldras
- Richimund, 457-464, opvolger van Framta
- Frumar, 460-464, opvolger van Maldras
- Remismund, 464-469, opvolger van Frumar, herenigde de Sueven
- Tijdperk van Duisternis (469-550)
  - Hermenerik rond 485
  - Veremund rond 535
  - Theodemund in de 6e eeuw
- Carriaric, na ong. 550-558/559, bestaan soms betwijfeld
- Ariamir, 558/559-561/566
- Theodemar, 561/566-570
- Miro van Gallaecia, 570-583
- Eboric, 583-584, afgezet en in een klooster gezet door Andeca
- Andeca, 584-585, afgezet en in een klooster gezet door de Gotische koning Leovigild
- Malarik, 585, bestreed Leovigild en werd verslagen